# Marcel Kerff
Marcel Kerff, né le 2 juin 1866 à Fouron-Saint-Martin et exécuté le 7 août 1914 à Mouland, est un coureur cycliste belge, professionnel de 1896 à 1904.

## Biographie
Marcel Kerff naît le 2 juin 1866 à Fouron-Saint-Martin en Belgique. Il a pour frères ainés Charles et Leopold, également cyclistes.
Fils d'une famille de dix garçons, il participe au Tour de France 1903 avec un vélo offert par ses amis pesant une vingtaine de kilos. Il s'y classe 6e. Il est également 10e de Paris-Roubaix en 1897 et 6e en 1899. Il remporte les 48 heures d'Anvers en 1900. Peu après l'invasion de la Belgique au début de la Première Guerre mondiale en 1914, il se rend à moto à proximité d'un camp allemand à Mouland afin de voir ce qui s'y passe. Arrêté par les soldats allemands, il est pendu pour espionnage le 7 août 1914. Un monument a été érigé près du lieu de son exécution, en mémoire des cyclistes belges morts durant le conflit.

## Palmarès
- 1896
  - 3e de Paris-Versailles-Paris
  - 9e de Bordeaux-Paris
- 1897
  - 3e de Paris-Royan
  - 10e de Paris-Roubaix
- 1899
  - 6e de Paris-Roubaix
- 1900
  - 48 heures d'Anvers
- 1901
  - 2e de Bruxelles-Roubaix
- 1902
  - 4e de Marseille-Paris
- 1903
  - 6e du Tour de France